# Yorki Edmund
Edmund of Langley angol királyi herceg volt.

## Élete
Yorki Edmund, más néven Edmund of Langley 1341. június 5-én jött világra, III. Eduárd angol király és Hainault-i Filippa grófnő hetedik gyermekeként és ötödik fiaként, az angliai Hertfordshire megye Kings Langley nevű falucskájában. Apai nagyszülei: II. Eduárd angol király és Franciaországi Izabella angol királyné, anyai nagyszülei: I. Vilmos hainaut-i gróf és Valois Johanna hainaut-i grófné. Tizenkét testvére volt, négy bátyja (Eduárd, Vilmos, Lionel és János), két nővére (Izabella és Johanna), három öccse (Thomas, William és Tamás) és három húga (Blanka, Mária és Margit).
1359-ben a 18 éves Edmund csatlakozott apjához annak franciaországi hadjárata során, ami nem hozta meg az angol király számára a várt katonai eredményt. 1361-ben Edmundot beválasztották a Térdszalagrend lovagjai közé. 1362-ben Edmund apjától megkapta a Cambridge 1. grófja címet is.  1372. július 11-én a 31 esztendős herceg Wallingfordban nőül vette a 17 éves Kasztíliai Izabella királyi hercegnőt, aki három gyermekkel ajándékozta meg férjét. 1385. augusztus 6-án, 44 évesen megkapta a York 1. hercege címet, így ő lett az  Anglia trónját száz évvel később elfoglaló dinasztia őse.
1392. december 23-án Edmund megözvegyült, de 1393-ban újranősült. Ezúttal egyik kuzinját, a mindössze 13 éves Joan Hollandot vette feleségül, a házasság gyermektelen maradt. Yorki Edmund 1402. augusztus 1-jén, 61 éves korában hunyt el, szülőfalujában, Kings Langley-ben. Itt helyezték őt végső nyugalomra.